# قنينة الرضاعة

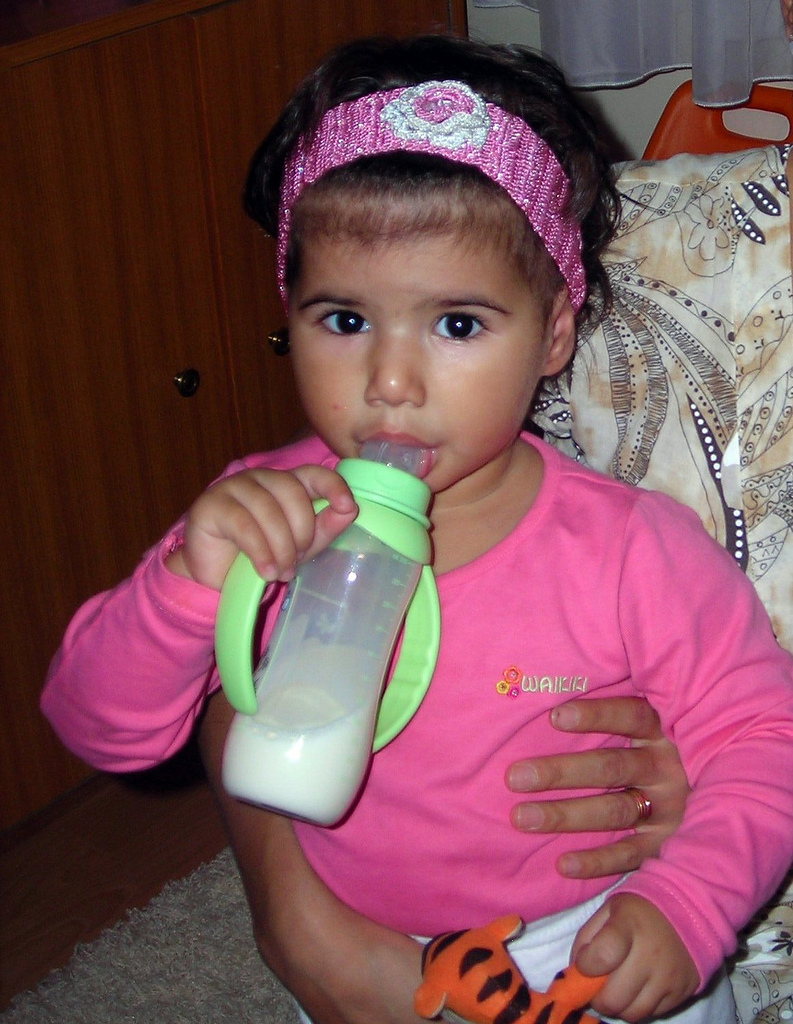
بنت تشرب من بزازة.

الرَّضَّاعة (الجمع: رَضَّاعَات) أو البزَّازة (الجمع: بَزَّازَات) هي قنينة يشرب منها الطفل الرضيع حليب الرضع بدلاً عن الرضاعة الطبيعية. والرضّاعة لها حلمة مِن مطاط يتغذى منها الطفل الرضيع. وهي مصممة خصيصًا للأطفال الرضع وصغار السن أو إن وجد شخص يعاني من صعوبة في الشرب من كوب، سواء كان يرضع منها أو يتم رضاعته، وتستخدم لتغذية الأطفال بالحليب الصناعي لمن لم يستطيعوا لأي سبب أن يرضعوا من والدتهم. وهي أيضا تستخدم لإرضاع الحيوانات الثدييات.